# Municipio de Limerick
El municipio de Limerick  (en inglés: Limerick Township) es un municipio ubicado en el condado de Montgomery en el estado estadounidense de Pensilvania. En el año 2000 tenía una población de 13.534 habitantes y una densidad poblacional de 231,5 personas por km².

## Geografía
El municipio de Limerick se encuentra ubicado en las coordenadas 40°13′18″N 75°30′41″O / 40.22167, -75.51139.

## Demografía
Según la Oficina del Censo en 2000 los ingresos medios por hogar en la localidad eran de $64,752 y los ingresos medios por familia eran $73,296. Los hombres tenían unos ingresos medios de $46,351 frente a los $35,275 para las mujeres. La renta per cápita para la localidad era de $27,305. Alrededor del 1,9% de la población estaban por debajo del umbral de pobreza.